# أمبروز روجرز
أمبروز روجرز (بالإنجليزية: Ambrose Rogers)‏ هو لاعب كرة قدم بريطاني، ولد في القرن العشرين.